# Silicobathysiphon
Silicobathysiphon es un género de foraminífero bentónico considerado un sinónimo posterior de Bathysiphon de la subfamilia Bathysiphoninae, de la familia Rhabdamminidae, de la superfamilia Astrorhizoidea, del suborden Astrorhizina y del orden Astrorhizida. Su especie tipo era Bathysiphon (Silicobathysiphon) gerochi. Su rango cronoestratigráfico abarcaba el Holoceno.

## Discusión
Clasificaciones previas incluían Silicobathysiphon en el suborden Textulariina del orden Textulariida. Silicobathysiphon fue propuesto como un subgénero de Bathysiphon, es decir, Bathysiphon (Silicobathysiphon).

## Clasificación
Silicobathysiphon incluía a la siguiente especie:
- Silicobathysiphon gerochi